# Mk 2 16インチ砲
Mk 2 16インチ砲(16"/50 caliber Mark 2)は、アメリカ海軍で開発されていた艦砲。
第一次世界大戦中に開始されたダニエルズ・プランにおいて建造予定のサウスダコタ級戦艦及びレキシントン級巡洋戦艦において搭載が予定されていた砲である。ワシントン海軍軍縮条約により、サウスダコダ級は建造中止、レキシントン級も巡洋戦艦としては完成しなかったため、艦砲としては実用化がなされなかった。

## 歴史

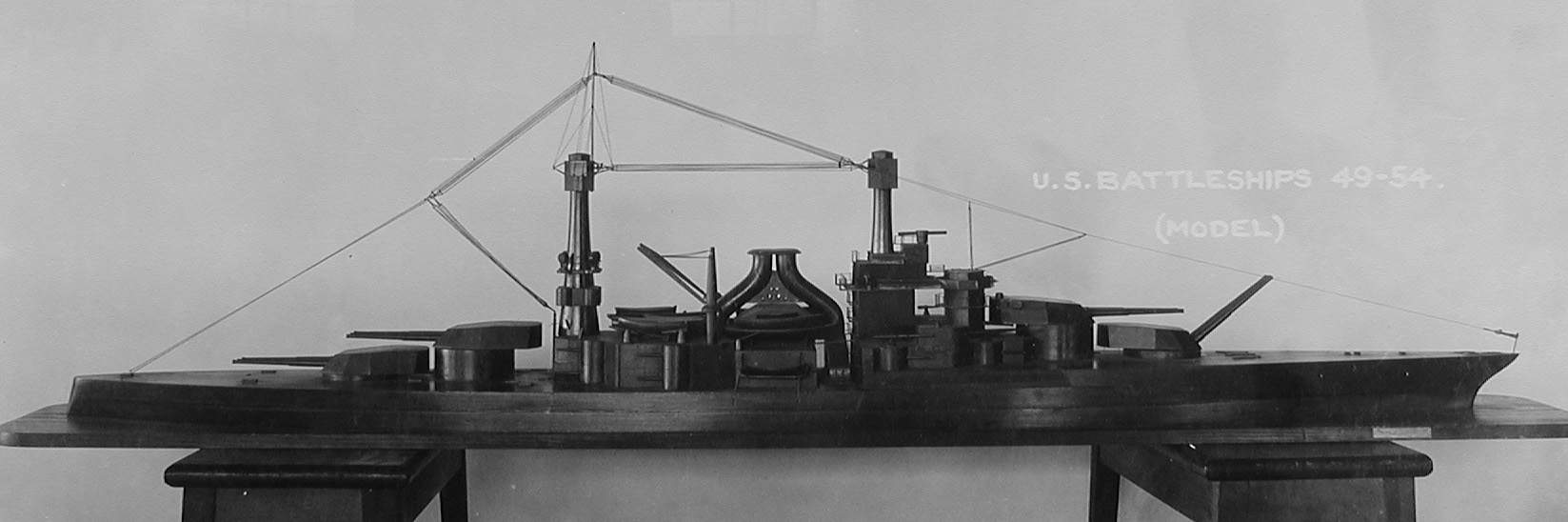
サウスダコタ級戦艦の模型

アメリカ海軍が、16インチ砲の開発に乗り出したのは1895年のことであり、最初のモデルは1902年に完成した。
2番目のモデルであるMk 2 16インチ砲は、それまでアメリカ海軍の戦艦で用いられてきた50口径14インチ砲を凌ぐ威力を有するものとして開発され、サウスダコタ級戦艦（3連装4基12門）及びレキシントン級巡洋戦艦（連装4基8門）に搭載することが計画された。
1922年のワシントン海軍軍縮条約では、戦艦の排水量に3万5,000トンの制限が設けられたことにより、起工はしていたものの、未成かつ排水量制限を超えた両艦級は、1922年にサウスダコタ級は全艦建造中止、レキシントン級は2隻が航空母艦へと計画変更となり、他は1923年に建造中止となっている。レキシントン級は、砲床も完成しておらず、完成していた砲身は陸軍へと引き渡され、M1919 16インチ 沿岸砲として沿岸防御施設に配備された。
1938年に第二次ロンドン海軍軍縮条約のエスカレータ条項が発動し、戦艦の排水量制限が4万5,000トンに緩和されると、アメリカ海軍はアイオワ級戦艦の建造に乗り出した。武器局(Bureau of Ordnance)はMk 2 16インチ砲の搭載を検討したが、建造・造修局(Bureau of Construction and Repair)はより軽量の砲を望み、最終的にアイオワ級には、新型のMk 7 16インチ砲が搭載されることとなった。Mk 2 16インチ砲が艦砲として艦船に搭載されることは無かった。
Mk 2 16インチ砲は、口径が16インチ(406mm)有り、砲身長も50口径(20m 67ft)と長砲身であった。最大発射薬量は294㎏(648lb)に達し、重量1,020 kg(2,240lb)の徹甲弾を砲口速度810 m/s(2,650ft/s)で打ち出し、最大射程は40,860 m(44,680yds)であった。